# Кнебель, Мария Осиповна
Мари́я О́сиповна (Ио́сифовна) Кне́бель (6 (18) мая 1898, Москва — 1 июня 1985, там же) — советский режиссёр и педагог, актриса, доктор искусствоведения, народная артистка РСФСР (1958).

## Биография
Мария Кнебель родилась в Москве в семье книгоиздателя Осипа Кнебеля. С 1918 училась в студии М. А. Чехова, в 1921 году поступила в школу при 2-й студии МХАТа (педагог Н. В. Демидов), где исполняла преимущественно острохарактерные роли. По окончании школы, в 1924 году  была принята в труппу Художественного театра, где служила до 1950 года».
Режиссёрскую деятельность Мария Кнебель начала в 1935 году в студии имени М. Н. Ермоловой (в дальнейшем —  в Московском театре им. М. Н. Ермоловой), поставив совместно с М. А. Терешковичем пьесу Э. Скриба «Искусство интриги». Во второй половине 1930-х годов осуществила в театре ряд самостоятельных постановок.
В 1940-х годах в качестве режиссёра принимала участие в постановке спектаклей МХАТа «Кремлёвские куранты» Н. Ф. Погодина (1942) и «Русские люди» К. М. Симонова (1943). Вместе с А. Д. Поповым Кнебель поставила спектакль «Трудные годы» А. Н. Толстого с Н. П. Хмелёвым в роли Ивана Грозного. В 1957 году самостоятельно поставила спектакль «Безымянная звезда» по одноимённой пьесе М. Себастьяна.
После смерти Н. П. Хмелёва в результате возникшего конфликта вынуждена была уйти из театра имени М. Н. Ермоловой.
С 1950 — режиссёр, а в 1955—1960 главный режиссёр Центрального детского театра.
Марии Кнебель была особенно близка драматургия Чехова. Она ставила спектакли: «Иванов» (1955, Московский театр им. Пушкина) и «Вишнёвый сад» (1965, Центральный театр Советской Армии; «Театр Аббатства», Дублин).
В 1969 поставила «Таланты и поклонники» Островского (Московский театр им. Маяковского).
С 1932 года Мария Осиповна Кнебель вела педагогическую работу; с 1940 года преподавала в Театральном училище имени Щепкина, с 1948 года — на режиссёрском факультете ГИТИСа (с 1960 — профессор). Благодаря её усилиям в СССР начали публиковаться труды Михаила Чехова.
Скончалась 1 июня 1985 года на 88-м году жизни. Похоронена на Введенском кладбище (27 уч.).

## Творчество

### Роли во МХАТе
- Неродившаяся душа, несущая ящик с преступлением; Насморк; соседка Берленго (1924—1925) — «Синяя птица» М. Метерлинка;
- Миссис Снитчей (1925)— «Битва жизни», по повести Ч. Диккенса;
- Обывательница с палантином (1929) — «Блокада» Вс. Иванова,
- Карпухина (1929) — «Дядюшкин сон» по Достоевскому;
- Горбатая старушка (1930) — «Воскресение» по роману Л. Н. Толстого,
- Помощник кинооператора (1930) — «Реклама» М. Д. Уоткинса,
- Шарлотта (1934) — «Вишнёвый сад» А. П. Чехова,
- Миссис Уордль (1934) — «Пиквикский клуб», по роману Ч. Диккенса

### Театральные постановки
- 1936 — «Дальняя дорога» А. Н. Арбузова
- 1937 — «Последние» М. Горького
- 1937 — «Дети солнца» М. Горького
- 1940 — «Как вам это понравится» Шекспира (совместно с Н. П. Хмелёвым)
- 1946 — «Иван Грозный» («Трудные годы»), по пьесе А. Н. Толстого (совместно с А. Д. Поповым, МХАТ)
- 1952 — «Страница жизни» В. В. Розова, (Центральный детский театр)
- 1952 — «Конёк-Горбунок» по сказке П. П. Ершова, (Центральный детский театр)
- 1954 — «Мещанин во дворянстве» Ж. Б. Мольера
- 1955 — «Иванов» А. П. Чехова, (Московский драматический театр имени Пушкина)
- 1956 — «Оливер Твист» Чарльза Диккенса
- 1957 — «Безымянная звезда» Михаила Себастьяна
- 1958 — «Волшебный цветок» Жэнь Дэ-Яо
- 1960 — «Семья» И. Попов.
- 1962 — «Гость из ночи» Л. Ашкенази (совместно с С. Х. Гушанским)
- 1965 — «Вишнёвый сад» А. П. Чехова, (Театр Советской армии, Театр Аббатства (Abbey Theatre), Дублин)
- 1969 — «Таланты и поклонники» А. Н. Островского, (Театр драмы имени Маяковского)
- 1972 — «Дядюшкин сон» (инсценировка М. И. Кнебель и П. А. Маркова по повести Ф. М. Достоевского, Московский академический театр им. Вл. Маяковского)
- 1976 — «Тени» М. Е. Салтыкова-Щедрина, Московский драматический театр им. К. С. Станиславского)

## Известные ученики
- Б. М. Аксёнов театральный режиссёр, актёр ;
- С. Н. Арцибашев театральный режиссёр, актёр;
- В. М. Бейлис театральный режиссёр;
- М. В. Бычков театральный режиссёр, создатель Воронежского Камерного театра, создатель и директор Международного Платоновского фестиваля искусств Архивировано 24 января 2012 года.;
- А. Ю. Васильев театральный режиссёр, педагог, писатель;
- А. А. Васильев театральный режиссёр, педагог, создатель «Школы драматического искусства»;
- Е. И. Еланская театральный режиссёр, создатель театра «Сфера»;
- Г. Мацкявичюс театральный режиссёр, создатель «Театра пластической драмы»;
- Б. А. Морозов — советский и российский театральный режиссёр, театральный педагог, актёр.
- Л. Е. Хейфец театральный режиссёр, профессор Российской академии театрального искусства;
- А. Я. Шапиро театральный режиссёр;
- И. Л. Райхельгауз театральный режиссер, театральный педагог, создатель театра «Школа современной пьесы», актер;
- С. В. Розов — театральный режиссер, драматург, педагог;
- А. В. Бурдонский — режиссёр-постановщик Центрального академического театра Российской армии, педагог.
- Н. А. Петрова — режиссер, профессор ВТУ им. М. С. Щепкина
- Юрий Валерьевич Бурэ-Небельсен (род. 14 декабря 1938, Куйбышев, СССР) — советский и российский театральный режиссёр, педагог. Народный артист РФ (1995). Лауреат Государственной премии РСФСР им. К. С. Станиславского (1989).

## Признание и награды
- Два ордена Трудового Красного Знамени (в т.ч. 26.10.1948[5]).
- Народная артистка РСФСР (1958).
- Заслуженный деятель искусств РСФСР (1947).
- Государственная премия СССР (1978).
- Награждена 2 орденами, а также медалями.

## Архив
Фонд Марии Осиповны Кнебель хранится в Российском государственном архиве литературы и искусства под номером 2977. Это один из крупных фондов и содержит 1260 единицы хранения. Крайние даты хранимых в фонде документов — с 1880 по 1985 годы. 
В фонде содержатся материалы артистической и режиссерской деятельности М. О. Кнебель, режиссерские экземпляры пьес, фото действующих лиц и сцен из спектаклей, постановки М. О. Кнебель; многочисленные рукописи М. О. Кнебель, исследования, диссертации, воспоминания, статьи, большой фонд переписки (более 480 корреспондентов); Кроме этого документы профессиональной деятельности педагога, статьи, заметки о спектаклях, материалы к биографии и фотографии.

## Сочинения
- Кнебель М. Слово в творчестве актёра Архивная копия от 12 ноября 2007 на Wayback Machine. М.: Искусство, 1954; 3-е, исправл. изд.: М.: ВТО, 1970. — 160 с.; То же: М.: ГИТИС, 2009. — ISBN 5-91328-048-2; ISBN 978-5-91328-048-0
- Кнебель М. О действенном анализе пьесы и роли Архивная копия от 24 мая 2013 на Wayback Machine. М., 1961
- Кнебель М. О. Об этой книге и её авторе [: Предисловие] //  Демидов Н. В. Искусство жить на сцене. М.: Искусство, 1965.
- Кнебель М. Школа режиссуры Немировича-Данченко. М.: Искусство, 1966. — 167 с.
- Кнебель М. Вся жизнь [: Воспоминания актрисы] Архивная копия от 4 марта 2016 на Wayback Machine. М.: ВТО, 1967. — 588 с.
- Кнебель М. О том, что кажется особенно важным [: Статьи, очерки, портреты]. М.: Искусство, 1971. — 520 с.
- Кнебель М. Поэзия педагогики. М.: ВТО, 1984. — 528 с.
- Кнебель М. Поэзия педагогики. О действенном анализе пьесы и роли. М.: ГИТИС, 2005. — 576 с. — ISBN 5-7196-0265-8